# Article de papeterie
Un article de papeterie est un produit lié à l'utilisation du papier.
Ces articles peuvent être vendus dans un établissement spécifique, également dénommé papeterie, ou dans d'autres commerces.

## Produits

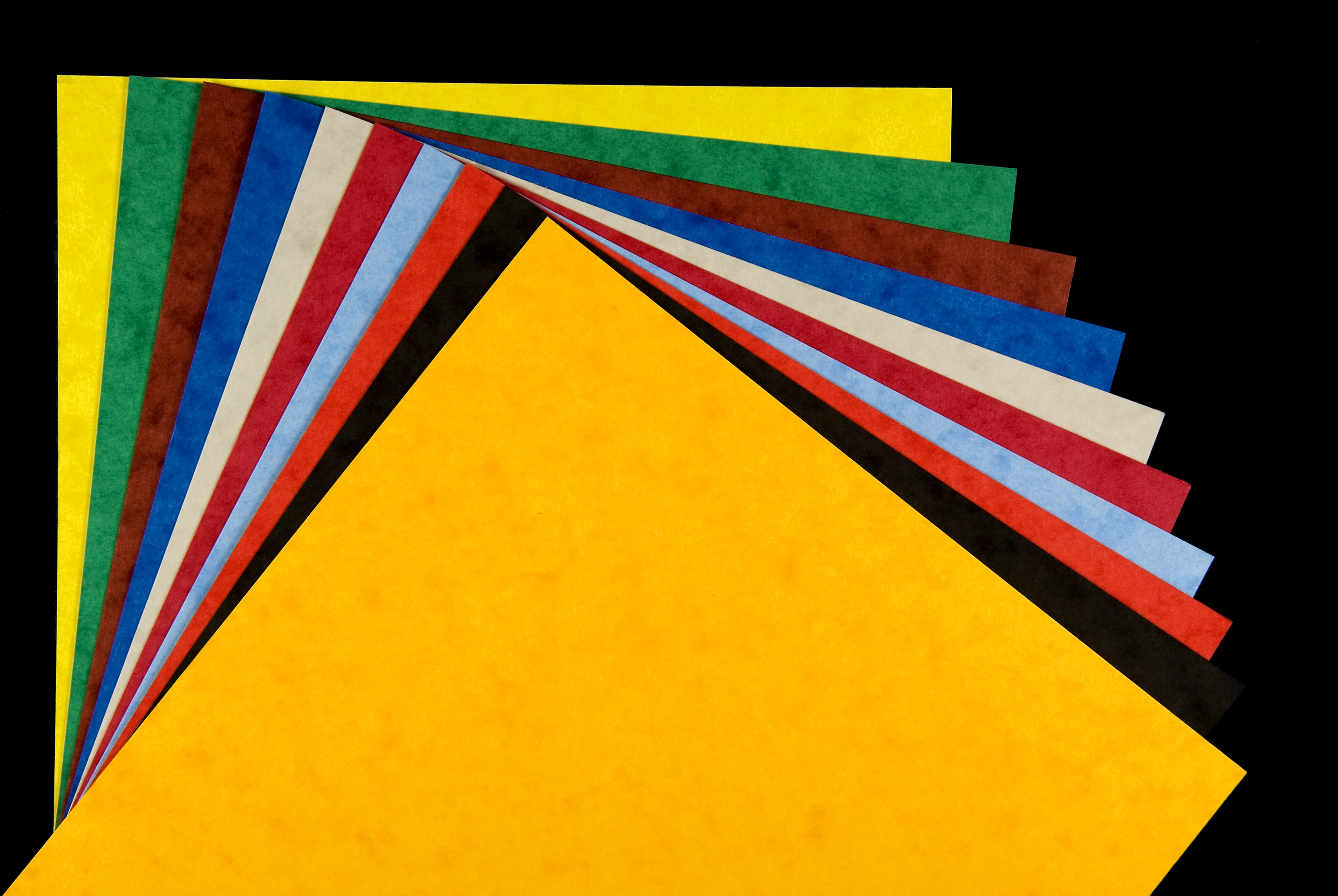
Papiers de différentes couleurs.

La papeterie concerne tout autant différentes formes de papiers que des accessoires d'écritures : cahiers, enveloppes, stylos, crayons, règles, trousses, etc.